# Čipalje
Čipalje (cyr. Чипаље) – wieś w Serbii, w okręgu zlatiborskim, w gminie Sjenica. W 2011 roku liczyła 145 mieszkańców.